# Jai Uttal
Douglas „Jai“ Uttal (* 12. Juni 1951 in New York City)  ist ein amerikanischer Fusionmusiker (Gesang, Harmonium, Gitarre, Sarod, Banjo), der indisch beeinflusste Weltmusik interpretiert.

## Leben und Wirken
Uttal lernte ab dem Alter von 7 Jahren klassisches Klavier; später kamen das Banjo, die Gitarre und die Harmonika hinzu. Mit 17 Jahren entdeckte er die indische Musik, die ihn tief berührte. Neunzehnjährig zog er nach Kalifornien, um bei Ali Akbar Khan Sarod zu lernen. Später lebte er zeitweilig in Indien, wo er mit der Praxis des Sankirtangesangs vertraut wurde. 
Sein erstes Album, Footprints, legte er 1991 auf Triloka Records vor; daran waren der Trompeter Don Cherry und die Sängerin Lakshmi Shankar beteiligt. Weitere Alben folgten in den nächsten Jahren mit seinem Pagan Love Orchestra, an dem Musiker wie Peter Apfelbaum, Peck Allmond und Steve Gorn beteiligt waren. Sein Album Shiva Station (1997) wurde von Bill Laswell gemischt. Spätere Alben wie Thunder Love (2009) gelten als „pankulturelles Potpourri von Klängen und Genres der ganzen Welt, die nahtlos in ein zeitgenössisches Pop/Rock-Format eingefügt wurden.“
Uttal verantwortete ferner als Musikproduzent zwei Alben von Ustad Ali Akbar, Journey und Garden of Dreams.

## Diskographie
- Footprints (1990)
- Monkey (1992)
- Beggars and Saints (1995)
- Shiva Station (1997)
- Spirit Room (2000)
- Nectar (2001)
- Mondo Rama (2002)
- Kirtan! (2004)
- Music for Yoga (2004)
- Pranayama (2005)
- Loveland (2006)
- Dial M for Mantra (2007)
- Thunder Love (2009)
- Bhakti Bazaar (2010)
- Queen of Hearts (2011)
- Kirtan Kids (2011)